# Modena Calcio 1939-1940
Questa voce raccoglie le informazioni riguardanti il Modena Calcio nelle competizioni ufficiali della stagione 1939-1940.

## Rosa
| N. |                   | Ruolo | Calciatore          |
| -- | ----------------- | ----- | ------------------- |
|    | Italia (bandiera) | P     | Lucidio Sentimenti  |
|    | Italia (bandiera) | P     | Vittorio Mosele     |
|    | Italia (bandiera) | D     | Gino Manni          |
|    | Italia (bandiera) | D     | Renato Braglia      |
|    | Italia (bandiera) | D     | Corrado Tamietti    |
|    | Italia (bandiera) | D     | Giordano Malagoli   |
|    | Italia (bandiera) | C     | Astro Galli         |
|    | Italia (bandiera) | C     | Giovanni Braga      |
|    | Italia (bandiera) | C     | Vittorio Sentimenti |
|    | Italia (bandiera) | C     | Danilo Bazzani      |
|    | Italia (bandiera) | C     | Mario Magotti       |

| N. |                    | Ruolo | Calciatore             |
| -- | ------------------ | ----- | ---------------------- |
|    | Italia (bandiera)  | A     | Pietro Bazan           |
|    | Italia (bandiera)  | A     | Otello Zironi          |
|    | Italia (bandiera)  | A     | Alfredo Notti          |
|    | Italia (bandiera)  | A     | Luigi Uneddu           |
|    | Italia (bandiera)  | A     | Raggio Montanari       |
|    | Uruguay (bandiera) | A     | Raúl Banfi             |
|    | Italia (bandiera)  | A     | Giuseppe Carlo Ferrari |
|    | Italia (bandiera)  | A     | Angelo Rossetti        |
|    | Italia (bandiera)  | A     | Remo Galli             |

## Statistiche

### Statistiche di squadra
| Competizione | Punti | In casa | In casa | In casa | In casa | In casa | In casa | In trasferta | In trasferta | In trasferta | In trasferta | In trasferta | In trasferta | Totale | Totale | Totale | Totale | Totale | Totale | DR |
| Competizione | Punti | G       | V       | N       | P       | Gf      | Gs      | G            | V            | N            | P            | Gf           | Gs           | G      | V      | N      | P      | Gf     | Gs     | DR |
| ------------ | ----- | ------- | ------- | ------- | ------- | ------- | ------- | ------------ | ------------ | ------------ | ------------ | ------------ | ------------ | ------ | ------ | ------ | ------ | ------ | ------ | -- |
| Serie A      | 22    | 15      | 5       | 6       | 4       | 23      | 18      | 15           | 2            | 2            | 11           | 16           | 25           | 30     | 7      | 8      | 15     | 39     | 43     | -4 |
| Coppa Italia |       | 2       | 1       | 0       | 1       | 4       | 3       | 1            | 1            | 0            | 0            | 3            | 1            | 3      | 2      | 0      | 1      | 7      | 4      | +3 |
| Totale       |       | 17      | 6       | 6       | 5       | 27      | 21      | 16           | 3            | 2            | 11           | 19           | 26           | 33     | 9      | 8      | 16     | 46     | 47     | -1 |

### Statistiche dei giocatori
| Giocatore           | Serie A  | Serie A | Coppa Italia | Coppa Italia | Totale   | Totale |
| Giocatore           | Presenze | Reti    | Presenze     | Reti         | Presenze | Reti   |
| ------------------- | -------- | ------- | ------------ | ------------ | -------- | ------ |
| R. Banfi            | 16       | 9       | ?            | ?            | 16+      | 9+     |
| P. Bazan            | 27       | 3       | ?            | ?            | 27+      | 3+     |
| D. Bazzani          | 10       | 0       | ?            | ?            | 10+      | 0+     |
| G. Braga            | 25       | 2       | ?            | ?            | 25+      | 2+     |
| R. Braglia          | 17       | 0       | ?            | ?            | 17+      | 0+     |
| G. Ferrari          | 3        | 0       | ?            | ?            | 3+       | 0+     |
| A. Galli            | 28       | 0       | ?            | ?            | 28+      | 0+     |
| R. Galli            | 1        | 0       | ?            | ?            | 1+       | 0+     |
| M. Magotti          | 8        | 0       | ?            | ?            | 8+       | 0+     |
| G. Malagoli         | 10       | 0       | ?            | ?            | 10+      | 0+     |
| G. Manni            | 27       | 1       | ?            | ?            | 27+      | 1+     |
| R. Montanari        | 16       | 2       | ?            | ?            | 16+      | 2+     |
| V. Mosele           | 4        | -10     | ?            | ?            | 4+       | -10+   |
| A. Notti            | 24       | 3       | ?            | ?            | 24+      | 3+     |
| A. Rossetti         | 1        | 0       | ?            | ?            | 1+       | 0+     |
| L. Sentimenti (IV)  | 26       | -33     | ?            | ?            | 26+      | -33+   |
| V. Sentimenti (III) | 24       | 10      | ?            | ?            | 24+      | 10+    |
| C. Tamietti         | 16       | 0       | ?            | ?            | 16+      | 0+     |
| L. Uneddu           | 22       | 2       | ?            | ?            | 22+      | 2+     |
| O. Zironi (I)       | 25       | 7       | ?            | ?            | 25+      | 7+     |